# Operación Nifty Package
La Operación Nifty Package fue un plan operado por el Delta de los Estados Unidos y el SEAL de la Armada Naval realizado en 1989, diseñado para capturar al líder panameño Manuel Noriega. Cuando Noriega se refugió en la Nunciatura Apostólica de la Santa Sede (barrio diplomático), se usó música ensordecedora y otras tácticas de guerra psicológica para convencerlo de que saliera y se rindiera.
Los Estados Unidos afirmaron que después de diez días de acoso psicológico, el Nuncio Papal (embajador), Monseñor Laboa, había amenazado con revocar el santuario de Noriega si no se rendía a los Estados Unidos, aunque Laboa insistió en que no había amenazado con revocar el derecho de asilo bajo la Iglesia, pero había utilizado su propia «campaña psicológica calibrada con precisión» para forzar la salida de Noriega.
Aunque la operación fue exitosa, el Consejero de Seguridad Nacional, Brent Scowcroft, más tarde señalaría el acoso psicológico al Nuncio Papal como «un momento bajo en la historia del Ejército de los EE. UU.», señalando que su enfoque había sido ridículo, reprochable e indigno.

## Operación militar

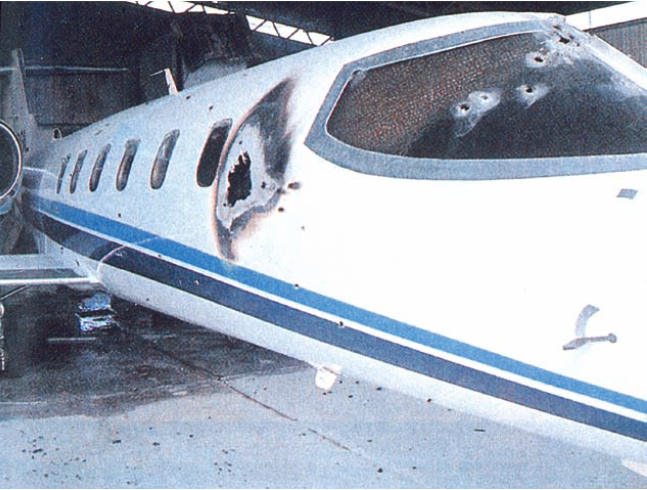
Avión privado Learjet 35A de Manuel Noriega dañado por los SEALs durante la invasión estadounidense de Panamá de 1989.

Lanzado en las horas de inicio de la Operación Causa Justa, esta operación fue manejada por el Equipo 4 de SEAL. Constaba de 48 SEAL de la Armada de los EE. UU. (tres pelotones de SEAL; Golf, Echo y Delta) bajo el mando del Teniente Comandante Patrick Toohey (oficial ejecutivo del equipo 4 y exoficial de SEAL Team SEIX). Este equipo tuvo la tarea de destruir el avión privado de Noriega en el aeropuerto de Punta Paitilla, un aeropuerto costero en la Ciudad de Panamá. La fuerza principal de los SEALs aterrizó justo al sur del aeropuerto aproximadamente a las 0030, poco antes de que comenzaran las operaciones de combate iniciales dentro de la Ciudad de Panamá. Varios equipos de reconocimiento estaban ocultos en el lado norte del campo de aviación para proporcionar datos en tiempo real sobre los movimientos enemigos. Una vez que los SEALs aterrizaron, el Teniente Comandante Toohey estableció un puesto de comando cerca del borde sur de la pista. En ese momento el comandante McGrath, un oficial de SEAL estacionado en un bote patrullero en alta mar que coordinaba varias operaciones, transmitió información que implicaba que la aeronave se desactivaría con "daño mínimo" (definido como neumáticos disparados y cables de control cortados), en lugar de destruirla. Esto se convirtió más tarde en un punto de controversia después de la operación, ya que el mensaje estaba mal redactado y obligó a los SEAL a cambiar sus tácticas en el último minuto y acercarse a la aeronave más cerca de lo previsto.
Los tres pelotones comenzaron a avanzar en el aeródromo, con el pelotón de Golf tomando posiciones finales de asalto fuera del hangar a aproximadamente las 0105. En este punto, el Teniente Comandante Toohey recibió un mensaje que indicaba que los vehículos blindados Cadillac Gage PDF V300 se dirigían hacia el aeropuerto. Para contrarrestar la amenaza, se ordenó a un escuadrón (escuadrón uno del Pelotón de Golf) que se moviera en posiciones de emboscada en una carretera cercana. Cuando se levantaron para moverse, los soldados del PDF estacionados en el aeródromo abrieron fuego inmediatamente, matando a un SEAL e hiriendo a otros cinco. Los otros dos pelotones se movieron para reforzar Golf, y en unos minutos habían asegurado los hangares, con dos SEAL más muertos y cuatro heridos más. Los SEAL entonces deshabilitaron el avión privado de Noriega disparándole con un cohete AT4. Poco después, un helicóptero MEDEVAC llegó y transportó los SEAL heridos al punto de recogida de víctimas en la Base de la Fuerza Aérea Howard. Los SEAL mantuvieron el área durante toda la noche y deshabilitaron la pista para ser utilizada por cualquier avión de transporte PDF al rodar otras aeronaves. Al día siguiente, los SEAL fueron reemplazados por una compañía del 75.º Regimiento de Guardabosques. Debido al alto nivel de bajas sufridas y varias inconsistencias con respecto a la planificación, el comando y el control durante la batalla, la Batalla del Aeropuerto de Paitilla se considera una de las operaciones más controvertidas dentro de la Operación Causa Justa desde la perspectiva militar de los Estados Unidos.
Durante la operación del aeródromo de Paitilla, se asignó a otro grupo SEAL de la Marina del Equipo DOS de SEAL, formado por cuatro buzos y hombres en botes de ataque del Zodiaco, para llevar a cabo un ataque de nadador de combate y sabotear el cañonero fuertemente armado de Noriega, el Presidente Porras, mientras estaba amarrado a un muelle en el canal. El plan requería que los buzos plantaran explosivos en el fondo de la embarcación, utilizando los rebreathers Draeger, que no emiten burbujas de exhalación, para mayor secreto. Los buzos fueron transportados por varias embarcaciones de combate de goma a un punto de inserción ubicado en una arboleda de manglares a aproximadamente ciento cincuenta metros del objetivo. Los buceadores entraron en el agua y se acercaron al bote en pares separados, se unieron a los explosivos y comenzaron a filtrar. Cuando se iban, varios guardias de PDF comenzaron a lanzar granadas y dispararon al agua, lo que obligó a los SEAL a cubrirse debajo del muelle. Debido a esta desviación, los buzos todavía estaban en el área cuando explotaron las bombas y pudieron confirmar que el barco fue destruido. Cuando los buzos se dirigían de regreso al punto de encuentro, escucharon que una gran nave se acercaba a su cabeza y se vieron obligados a descender a cuarenta pies, algo peligroso debido a la mayor toxicidad del oxígeno puro usado en el Draeger a presiones mayores. Sin embargo, ningún buzo experimentó efectos adversos, y ambos pares fueron recogidos por varias embarcaciones de incursión, y fueron transportados de regreso a la Base Naval de Rodman.

## Rodeando la Nunciatura Apostólica de la Santa Sede
En el quinto día de la invasión estadounidense, Noriega llamó por teléfono a Monseñor Laboa en la Nunciatura Apostólica y explicó que apreciaría poder buscar santuario en su interior, señalando que de otra manera tendría que huir al campo y librar una guerra de guerrillas. Con solo diez minutos para decidir, Laboa dijo que no consultó con la Santa Sede, pero accedió a permitir que Noriega ingresara a los terrenos de la Nunciatura, aunque desde el principio confesó que engañó a Noriega, y señaló que creía que la política panameña requería que su propio papel sería convencer a Noriega de que se rindiera al ejército estadounidense, y que no le concediera asilo dentro del territorio bajo soberanía papal. Laboa luego confesó que estaba "sorprendido y consternado" de que Noriega eligiera buscar refugio con la Iglesia.
Noriega huyó a la Nunciatura Apostólica, la embajada de facto de la Santa Sede, y se refugió allí con otros cuatro, Teniente Coronel Nivaldo Madrinan, jefe de la policía secreta de Panamá; El capitán Eliecer Gaitán, quien dirigió la fuerza especial encargada de proteger a Noriega; Bélgica de Castillo, la exjefa del departamento de inmigración, y su esposo Carlos Castillo. Entregó la mayoría de sus armas y solicitó refugio en su interior. Pasó su tiempo en una habitación "austera" sin aire acondicionado ni televisión, leyendo la Biblia durante su estancia.
Los soldados estadounidenses establecieron un perímetro fuera de este edificio, ya que cualquier acción directa contra la embajada habría violado el derecho diplomático internacional.
El secretario de Estado de los Estados Unidos, James Baker, escribió a la Santa Sede e insistió en que "esta es una excepción a la inmunidad diplomática. Lo hemos acusado de narcotraficante ... debe comprender que al haber perdido vidas estadounidenses para restaurar la democracia en Panamá, no puedo permitir que Noriega vaya a ningún otro país que no sea Estados Unidos".
Joaquín Navarro-Valls, hablando en nombre de la Santa Sede, aclaró que los fuertes mensajes dejados por los diplomáticos y líderes militares estadounidenses no serían obedecidos y que Noriega no sería entregada. Navarro-Valls aclaró que el Papa Juan Pablo II no había hablado sobre el tema, excepto para lamentar las muertes causadas por la "imprudencia absurda".
El Ejército de los Estados Unidos recurrió a la guerra psicológica, poniendo música rock a todo volumen en "niveles ensordecedores", disparando los motores de vehículos blindados contra la cerca de la Nunciatura, e incendiando un campo vecino y demoliéndolo para crear una "zona de aterrizaje de helicópteros". Según se informa, la versión de la canción "I Fought the Law" interpretada por The Clash se escuchó repetidamente junto con "You Shook Me All Night Long" de AC/DC, "Welcome to the Jungle" de Guns N' Roses, y "Too Old to Rock 'n' Roll: Too Young to Die!" de Jethro Tull.
El 27 de diciembre, la guerra psicológica fue entregada al control del 4º Grupo de Operaciones Psicológicas del Comando de Operaciones Especiales. La Santa Sede se quejó ante el presidente George H. W. Bush sobre las acciones de los soldados estadounidenses que rodeaban la embajada, y después de tres días, la música rock se detuvo.
El 30 de diciembre, la Santa Sede aclaró que no creía que Noriega tuviera asilo, "pero [era] una persona en refugio". Mientras tanto, monseñor Laboa solicitó tanto a Panamá como la Santa Sede que aceptaran extender la propiedad de la embajada para incluir otro edificio donde los cuatro compañeros de Noriega se mudaran para evitar que alentaran a Noriega a permanecer bajo la protección de la Santa Sede, lo que le permitiría convencer a Noriega de que se fuera. Un amigo de Laboa le dijo más tarde a la UPI que Laboa quería "ir a trabajar en Noriega, tejer una especie de hechizo a su alrededor hasta que se dé por vencido".

## Rendición
Después de diez días de desmoralización, monseñor José Sebastián Laboa le dijo a Noriega que no tenía más remedio que rendirse a los soldados estadounidenses en la puerta principal. La revista Time luego notó que Monseñor Laboa no era del todo honesto con Noriega, y le dijo falsamente que ningún país en el mundo estaba dispuesto a brindarle refugio. Monseñor Laboa también había escrito al Ejército de los EE. UU., otorgándoles su permiso para asaltar la propiedad si creían que su vida estaba en peligro. Finalmente, Monseñor Laboa dijo que si Noriega no se rendía a los estadounidenses, el personal papal evacuaría el edificio, se mudaría a una escuela secundaria católica y lo declararía la nueva embajada, dejando a Noriega solo en el edificio abandonado para enfrentar a los estadounidenses sin ningún beneficio de la soberanía de la Santa Sede.
Noriega pidió permiso para telefonear a su esposa y tres hijas, que se habían refugiado en la embajada cubana y aseguró que serían llevados al exilio en la República Dominicana si él se rendía.
El 3 de enero, Noriega asistió a la santa misa en la capilla del Nuncio y tomó la comunión; donde la homilía de Laboa fue sobre el ladrón en la cruz que en un momento le pidió a Dios que cambiara su vida y, según informes, llevó lágrimas a los ojos de Noriega.
Después de la misa, Noriega se retiró a su habitación, donde escribió dos cartas, una a su esposa para informarle "ahora voy en una aventura", y la otra agradeciendo al Papa y destacando que se creía inocente y que siempre había actuado en los mejores intereses del pueblo panameño y la solicitud de las oraciones del Papa.
Noriega se vistió con su uniforme de color canela y recibió permiso para llevar consigo la Biblia del Nuncio, y salió a la noche oscura con tres sacerdotes que caminaron con él cincuenta pasos hasta la puerta principal; cuando llegó a la puerta principal, un paracaidista estadounidense llamado sargento Scott Geist se abalanzó sobre Noriega, descrito como "un hombre destrozado", y otros soldados también lo derribaron y comenzaron a buscar sus efectos. Sus muñecas estaban pegadas con cinta adhesiva a la espalda y lo metieron en un helicóptero estadounidense que lo llevó a la Base Aérea de Howard.
Monseñor Laboa dijo más tarde a la prensa que se sentía orgulloso al haber "burlado" a Noriega y convencerlo de que se entregara a los estadounidenses, señalando que "soy mejor en psicología".